# BMW 1 시리즈
BMW 1 시리즈(BMW 1 Series)는 BMW에서 만든 C 세그먼트에 속하는 승용차이자 5도어 해치백이다.

## 1세대(E81/E82/E87)
갈수록 커지는 C 세그먼트 시장에 BMW는 2004년에 3시리즈의 해치백 모델인 3시리즈 컴팩트를 독립된 라인업으로 바꿔 1 시리즈를 선보였다. 1 시리즈는 3 시리즈와 플랫폼을 공유한다. C 세그먼트 유일의 후륜구동 방식인 1 시리즈는 처음에는 3도어 해치백과 5도어 해치백만 있었으나, 해치백의 인기가 없는 미국 시장용으로 2007년에 2도어 쿠페도 나오고 M 버전과 컨버터블도 곧이어 나왔다. 2009년부터 국내에서도 공식적으로 수입을 개시했으며, 177마력/35.8토크 2.0리터 직렬 4기통 커먼레일 디젤 엔진이 장착된 120d 쿠페 버전을 주력으로 판매하였다. M 버전은 BMW Z4에 장착된 340마력 직렬 6기통 3.0리터 터보 가솔린 엔진이 장착되어 대한민국에 한정 판매되었다.

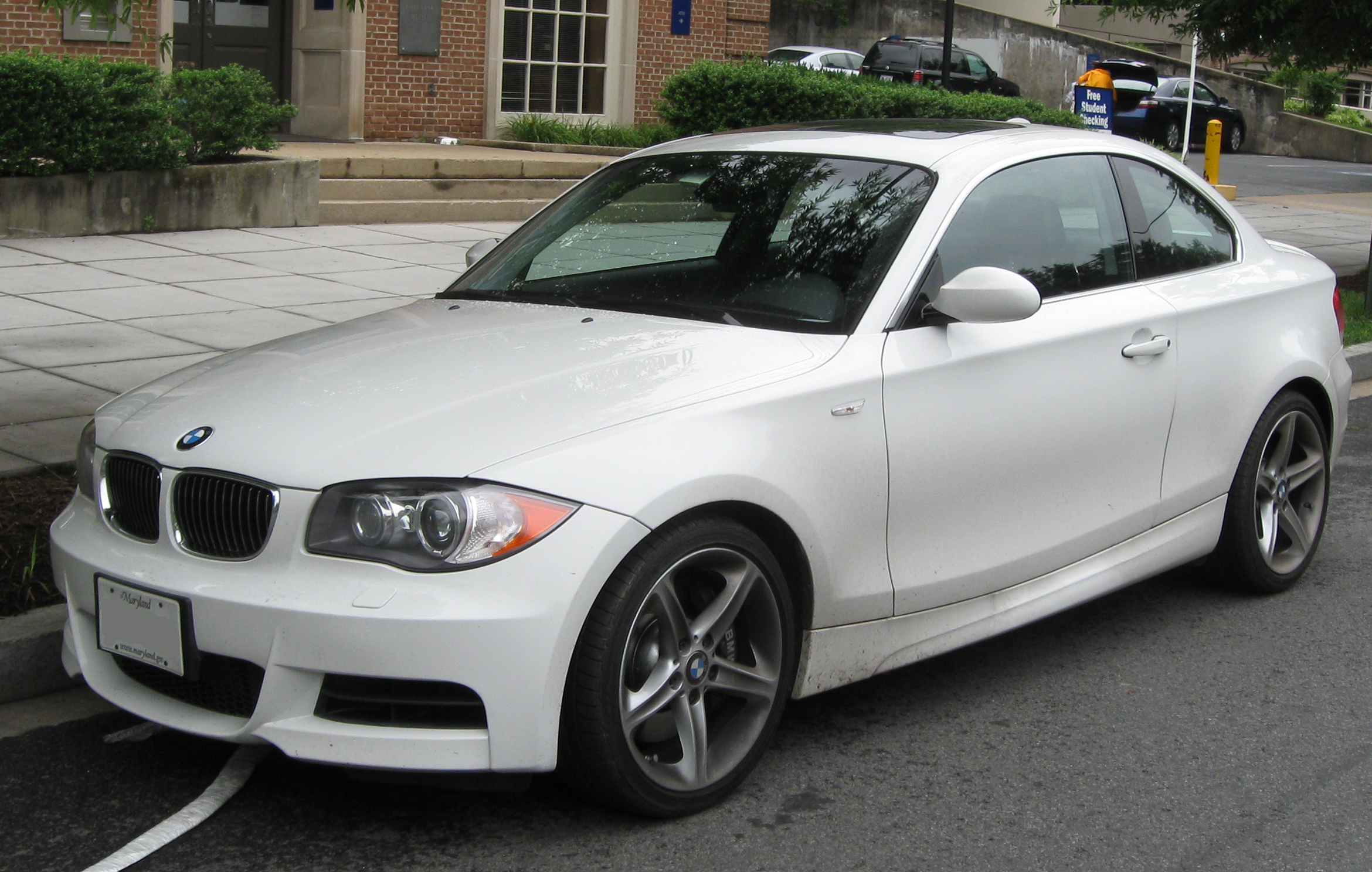
BMW 1 시리즈(1세대) 정측면

## 2세대(F20/F21)

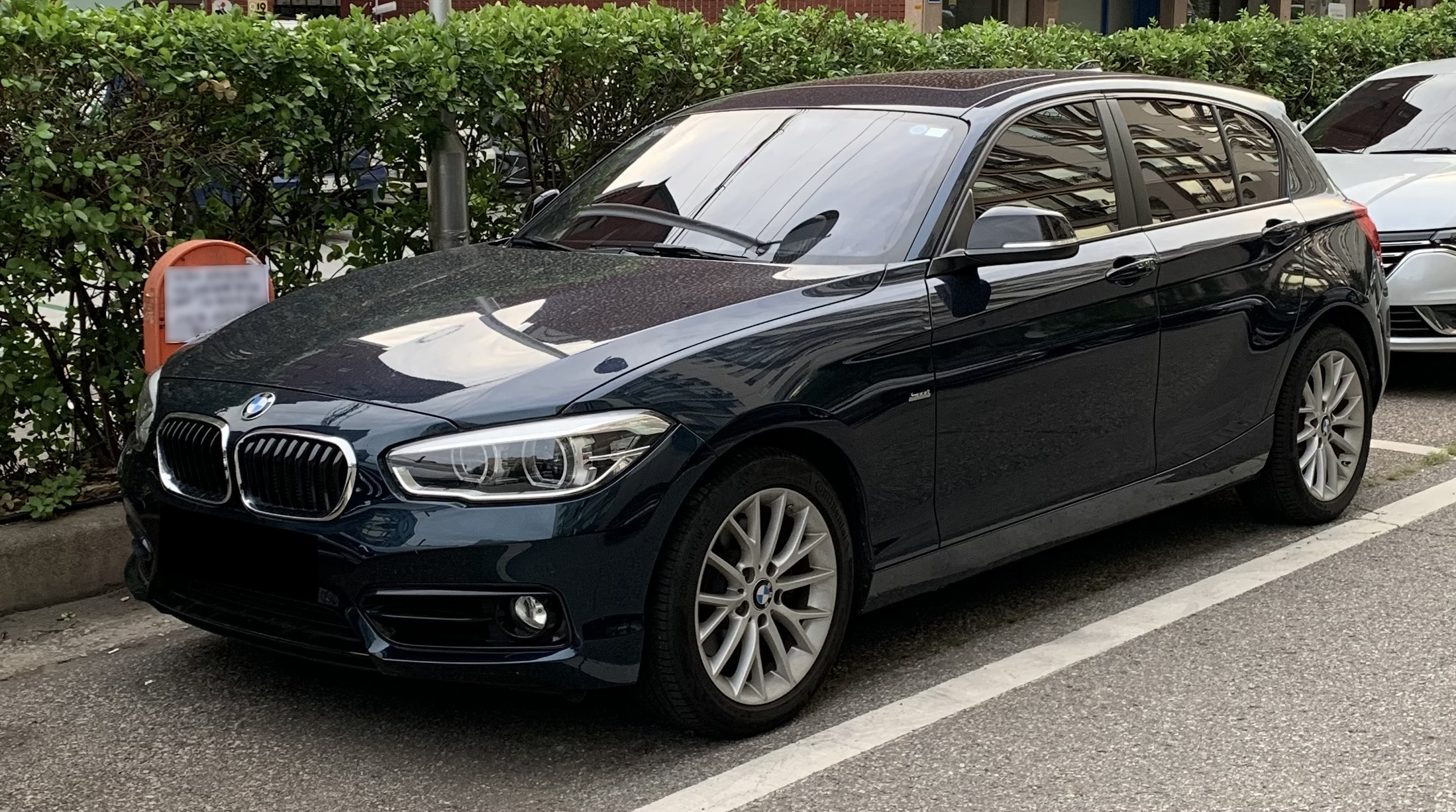

2012년에 출시했으며, 대한민국에도 공식으로 해치백 모델이 들어왔다. 쿠페와 컨버터블은 2013년에 2시리즈로 독립되었다. 엔진은 1세대에 달린 2.0리터 커먼레일 디젤 엔진을 그대로 쓴다. 어반과 스포츠 라인 등의 트림으로 구성되었다. 2015년에 페이스리프트를 거쳤다. 2016년에 세단이 공개되었으며, 중국에서만 생산하고, 판매한다.

## 3세대(F40)

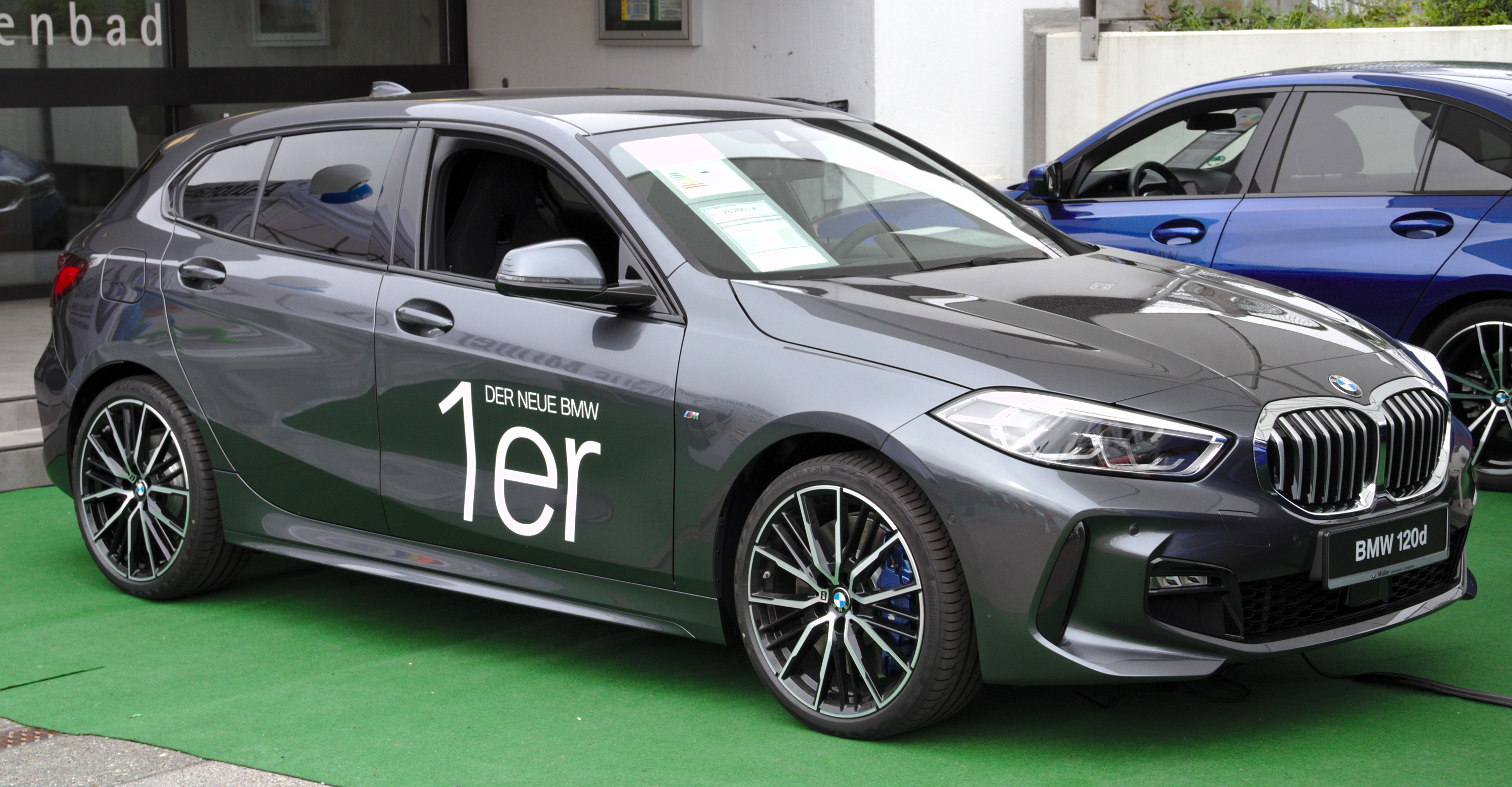

2019년 5월에 공개되었다. 기존의 후륜구동에서 미니와 공유하는 UKL2 방식으로 바뀌면서 오버행이 짧아졌다. 이때부터는 3도어형이 단종되고 5도어형만 남게 되었다. 대한민국에서는 2.0 디젤 엔진만 들여오는데, 120i하고 M135i가 배기 인증되어서, 그것들도 같이 들여올 예정이다.